# Palestijnse voetbalbond
De Palestijnse voetbalbond of Palestinian Football Association (PFA) is de voetbalbond van Palestina.
In 1928 werd een Palestijnse voetbalbond opgericht met dezelfde naam, maar dit is niet een voorloper van de voetbalbond die Palestina in 1998 vertegenwoordigt als het lid wordt van de FIFA. De voetbalbond werd opgericht in 1962 en is sinds 1998 lid van de Aziatisch voetbalbond (AFC) en sinds 2000 lid van de West-Aziatische voetbalbond (WAFF). De voetbalbond is onder andere verantwoordelijk voor het Palestijns voetbalelftal.

## President
In oktober 2021 was de president Jibril Rajoub.